# Lucien Bouchard
Lucien Bouchard ([lysjɛ̃ buʃaʁ]; Saint-Cœur-de-Marie, 22 dicembre 1938) è un politico e avvocato canadese, Premier del Québec dal 29 gennaio 1996 all'8 marzo 2001 e leader dell'Opposizione alla Camera dei comuni dal 4 novembre 1993 al 14 gennaio 1996, durante il governo di Jean Chrétien.

## Biografia
Figlio di Philippe Bouchard e di Alice Simard, Lucien Bouchard nasce il 22 dicembre 1938 a Saint-Cœur-de-Marie, nei pressi di Alma, in Québec. Nel 1959 Bouchard si diploma al Collège de Jonquière, e nel 1964 si laurea all'Università Laval.
Durante la sua professione di avvocato a Chicoutimi, che svolgerà fino al 1985, Bouchard svolge vari incarichi legali all'interno del Québec, e nel 1980 lavora per la campagna a favore della rinegoziazione del rapporto tra il Québec e il Canada, e diventa il leader della campagna per il "Sì".
Il 6 luglio 1985 Bouchard è nominato ambasciatore del Canada a Parigi dal Primo ministro Brian Mulroney, suo conoscente dai tempi dell'università.

### Carriera politica
Il 31 marzo 1988 Bouchard entra nel governo di Mulroney, e il 20 giugno dello stesso anno si candida alle elezioni suppletive alla Camera dei comuni per il collegio di Lac-Saint-Jean, venendo eletto. Tra il 1988 e il 1990 ricopre vari dicasteri, tra cui quello dell'ambiente, nonché la Segreteria di Stato per il Canada presso il governo di Londra. Si dichiara favorevole all'accordo del lago Meech, ma in seguito si oppone alle modifiche proposte da Jean Charest. A causa dei disaccordi con Mulroney, tra cui un cambio di posizione sul divieto di esporre cartelli stradali in lingua inglese in Québec, a cui Bouchard inizialmente era contrario, e della mancata ratifica dell'Accordo, il 22 marzo 1990 Bouchard lascia il Partito Conservatore Progressista. Bouchard dirà in seguito di aver preso di sua spontanea volontà la decisione di lasciare il governo e il partito, mentre Mulroney sosterrà di aver licenziato Bouchard per aver inviato al leader indipendentista Jacques Parizeau un telegramma di sostegno all'operato di René Lévesque, il fondatore del Parti Québécois, morto due anni prima.
Dopo alcuni mesi da indipendente, il 25 luglio 1990 Bouchard e gli altri parlamentari indipendenti del Québec fondano il Blocco del Québec, di cui sarà eletto Presidente l'anno dopo. Alle elezioni federali del 1993 il Blocco arriva al secondo posto, con 54 seggi, dietro al Partito Liberale di Jean Chrétien, superando di due seggi i Riformisti capeggiati da Preston Manning. Di conseguenza, Bouchard diventa il leader dell'Opposizione ufficiale alla Camera dei comuni.
Come aveva fatto nel 1980, Bouchard sostiene attivamente l'indipendenza del Québec al referendum del 1995, e sostituisce Parizeau come leader della campagna per il "Sì". A seguito della vittoria del "No" al referendum, Bouchard si dimette dalla Camera dei comuni, ed è successivamente eletto Presidente del Parti Québécois, sostituendo il dimissionario Parizeau, da cui eredita anche il ruolo di Premier del Québec.
Nel 2001 Bouchard lascia la politica e torna a svolgere l'attività di avvocato, ed entra nei consigli d'amministrazione di varie aziende, tra cui Saputo e l'Orchestre symphonique de Montréal. Nel giugno del 2021 gli viene conferita la cittadinanza onoraria di Montréal.

## Vita privata
Il 15 ottobre 1966 Bouchard sposa la sua prima moglie, Jocelyne Côte.
Dopo il divorzio con Côte, Bouchard si sposa con Audrey Best, con cui avrà due figli: Alexandre e Simon.
Dopo la separazione da Best, che morirà nel 2011 per un tumore al seno, Bouchard inizia una relazione con Solange Dugas.
Nel 1994 gli è stata amputata la gamba sinistra a causa della fascite necrotizzante.

## Opere
- (FR) Lucien Bouchard, À visage découvert, Montréal, Boréal, 1992, ISBN 9782890524798.
- (FR) Lucien Bouchard, Lettre à un jeune politicien, Montréal, VLB, 2012, ISBN 9782896493050.